# Jean Ancel
Jean Ancel (n. 1940, Iași, România – d. 30 aprilie 2008, Ierusalim, Israel) a fost un istoric evreu, român și israelian, specialist cu renume internațional în istoria României pe perioada dictaturii antonesciene și a Holocaustului minorității evreiești din România.

## Biografie
Jean Ancel s-a nascut la Iași într-o familie de evrei, ca fiu al Malvinei și al lui Șmil Ancel.
În timpul pogromului de la Iași din anul 1941, la vârsta de un an, a fost salvat fiind ascuns într-un subsol. Tatăl său a supraviețuit Trenurilor morții, dar 27 de membri ai familiei sale au fost asasinați în acel masacru.
Jean Ancel a început studiile istorice la Universitatea Alexandru Ioan Cuza din Iași de unde a fost exmatriculat în anul 1959, pentru că a cerut să emigreze in Israel. A ajuns în această țară în anul 1963 și și-a continuat studiile la Universitatea Ebraică din Ierusalim, unde a obținut un master (M.A.) în istorie universală în anul 1972 și unul în arhivistică în anul 1974 apoi, în anul 1977 a primit titlul de Doctor în istorie (Ph.D.) cu teza „Evreii din România în perioada dintre 23 august 1944 și 30 decembrie 1947.”
Înainte de a deveni mai cunoscut ca istoric, Ancel a lucrat ca redactor și prezentator de știri la radio Vocea Israelului în limbă română, sub numele de Yaakov Ben Shmuel.

## Activitatea științifică
Ancel a îndeplinit funcția de cercetător principal la Institutul Yad Vashem din Ierusalim și colaborator stiințific la Muzeul Holocaustului din Washington, SUA, fiind recunoscut ca unul din cercetătorii importanți al istoriei evreilor din România. 
A editat 12 volume cu documente originale despre Holocaustul din România, tratate despre Transnistria 1941-42, pogromul de la Iași, problema evreiască (din România) 1933-1944, istoria Holocaustului în România și altele.
Studiile sale au schimbat percepția despre rolul României în Holocaust, arătând că România lui Ion Antonescu nu numai că a participat, dar a și implementat în mod independent genocidul evreilor pe teritorului Basarabiei, Bucovinei și a Ucrainei in cadrul planurilor de purificare etnică  „Curățirea terenului”. Documentele din arhivele din România care au fost deschise în 1994-1995, au confirmat datele cunoscute anterior din arhivele naziste, mărturiile supraviețuitorilor și transcripțiile proceselor crimelor de război. 
Cercetările sale au stârnit adesea reacții negative într-o parte din mass-media românească.

## Lucrări publicate
Ancel a publicat numeroase cărți și articole, despre România și Holocaust, în reviste de istorie din Statele Unite, Germania, Anglia, Rusia și în enciclopedii - Encyclopaedia of the Holocaust, Encyclopaedia Judaica, Enciclopedia Ebraică:
- Enciclopedia Comunităților evreiești din România (Pinkas Hakehilot, 1979) - coeditor;
- Documents Concerning the Fate of Romanian Jewry during the Holocaust (1986, 12 vol.) - editor;
- Romanian Jewish Studies (Ierusalim, 1987) - editor-șef;
- Bibliography of the Jews in Romania (Tel Aviv, 1991);
- Transnistria - 3 vol. (Ed. Atlas, 1998);
- Contribuții la Istoria României. Problema evreiască 1933-1944 - 4 vol. (Ed. Hasefer, 2001, 2003);
- History of the Holocaust: Romania - 2 vol. (2002);
- Transnistria 1941-1942. The Romanian Mass Murder Campaigns - 3 vol. (2003);
- Wilhelm Filderman. Memoirs and Diaries (1900-1940) (2004, vol. I) - editor;
- Preludiu la asasinat. Pogromul de la Iași, 29 iunie 1941 (Ed. Polirom, Iași, 2005);
- The Economic Destruction of Romanian Jewry (Jerusalem, Yad Vashem, 2007).